# Kelly Clarkson

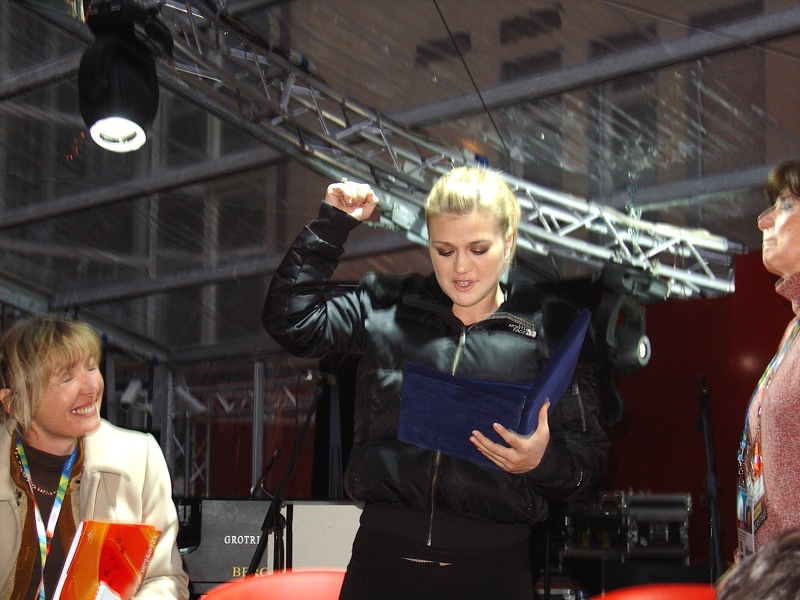
Kelly Clarkson en una fotografia de 2006.

Kelly Clarkson (anglès americà: Kelly Brianne Clarkson)  (Burleson, 24 d'abril de 1982) és una, cantautora i actriu estatunidenca.

## Discografia
- Thankful (2003)
- Breakaway (2004)
- My December (2007)
- All I Ever Wanted (2009)
- Stronger (2011)

## Filmografia
- 2003: From Justin to Kelly
- 2017: The Star (veu)
- 2019: UglyDolls (veu)
- 2020: Trolls World Tour (veu)